# Metaxmeste cinerealis
Metaxmeste cinerealis is een vlinder uit de familie grasmotten (Crambidae). De wetenschappelijke naam is voor het eerst geldig gepubliceerd in 1942 door Della Beffa.
De soort komt voor in Europa.